# Djouliet Amara
Pour les articles homonymes, voir Amara.
Djouliet Amara, née le 8 février 1995 en Russie, est une actrice et danseuse américaine notamment connue pour son rôle de Trina dans la série télévisée The Big Door Prize.

## Biographie
Enfant, sa famille émigre de la Russie et du Sierra Leone, pour s'installer au Canada.

## Carrière
Lors d'un casting de danse pour un film tourné dans sa ville natale, le réalisateur la propose à un autre projet qui s'avère être le film d'horreur Seance, où elle fait ses premiers pas en tant qu'actrice au cinéma.
En 2021, elle est annoncée comme personnage récurrent la saison 2 de  Superman et Lois.
En 2023, elle tient un des rôles principaux de la série télévisée Apple TV+,  The Big Door Prize.

## Filmographie

### Cinéma
- 2021 : Seance : Rosalind Carlisle
- 2021 : Honey Girls : Tiana
- 2022 : Hello, Goodbye, and Everything In Between : Tess
- 2023 : Bloody Hell (en) : Vivian

### Télévision

#### Séries télévisées
- 2021 : Querencia (en) : une danseuse
- 2021 : Riverdale : Nancy Woods
- 2021 : Guilty Party (en) : Lulu (4 épisodes)
- 2022 : Superman et Lois : Aubrey (2 épisodes)
- 2022 : The Porter (en) : Corrine (4 épisodes)
- 2022 : Devil in Ohio : Tatiana Nelson (4 épisodes)
- 2022 : So Help Me Todd (en) : Angie Brooks
- depuis 2023 : The Big Door Prize : Trina (10 épisodes)

#### Téléfilms
- 2020 : Grossesse secrète pour jeune fille parfaite : Ashley